# Li Zhensheng (fotoperiodista)
Li Zhensheng (xinès simplificat: 李振盛, pinyin: Lǐ Zhènshèng; Dalian, 22 de setembre de 1940 - Ciutat de Nova York, 23 de juny de 2020) va ser un fotoperiodista xinès que va capturar algunes de les imatges més rellevants de la Revolució Cultural de la Xina.

## Biografia
Li Zhensheng va néixer el 22 de setembre de 1940 a Dalian, a la província de Liaoning, al nord-est de la Xina, durant la Segona Guerra sinojaponesa. Té tres anys quan mor la seva mare. El seu germanastre gran, que s'ha unit a les files de l'exèrcit de Mao, mor en combat el 1949, als disset anys, un mes abans del final de la guerra civil. El seu pare, cuiner en un vaixell de vapor, es converteix en granger, i Li treballa al camp al seu costat fins al setze anys. Tot i que fou escolaritzat força tard, destaca ràpidament com un dels millors de la seva classe i gràcies a la seva obstinació aconsegueix entrar a l'escola de cinema de Changchun, capital de la província de Jilin.
 Però l'escola va tancar durant la Gran Fam de la Xina.
L'actitud de protesta de Li fa que sigui trasl·ladat a Harbin capital de la província de Heilongjiang per fotografiar documents científics i més tard com a conseqüència dels moviments previs a la Revolució Cultural el Moviment d'Educació Socialista l'envia de nou a zones rurals per al contacte amb els camperols i l'estudi del pensament de Mao, durant dos anys. Malgrat tot aconsegueix un lloc com a fotògraf al Diari de Heilongjiang.

### Revolució Cultural
Quan retorna a Harbin, la primavera de 1966, la Revolució Cultural està a punt d'esclatar. Probablement, la manca de pel·lícules, els Guàrdies Rojos, que aviat esdevingueren amenaçadors, i les pressions polítiques que prohibien les imatges «negatives» el van incitar, per prudència, a no ser més que un vulgar propagandista. Però la seva perspicàcia li permet veure de seguida com pot ser d'avantatjós per a ell un braçalet de premsa, i funda el seu propi grup rebel en el si del diari. En l'apogeu de la Revolució Cultural, és objecte, igual que moltes de les persones que ha fotografiat, de la crítica pública dels seus col·legues i rivals, i un cop més l'envien a una zona rural, al setembre de 1969, aquesta vegada per a una «reeducació» a l'Escola de Comandaments 7 de Maig de Liuhe, on passarà dos anys. La seva esposa, Zu Yingxia, que també treballa en el diari, corre la mateixa sort.
Durant la Revolució Cultural, només es publicarien i presentarien aspectes positius de la vida quotidiana. No es va permetre res negatiu.
Li durant la Revolució Cultural, va capturar i salvaguardar prop de 100.000 fotografies que documentaven tots els aspectes d'aquest moviment revolucionari, i va tenir cura de mantenir els "negatius" documentats amagats sota el terra del seu pis. Trenta mil sobres de paper marró amagats sota el terra d'un pis al llarg de 35 anys, lligats amb gomes elàstiques i ordenats segons l'època, el lloc i el tipus de pel·lícula. Cada un d'aquests sobres ocultava un negatiu dintre d'una bosseta de paper. En cada sobre, amb cal·ligrafia xinesa, apareixia una explicació detallada amb noms de persones, títols oficials, comunes, comarques i esdeveniments específics.

### Red-Color News Soldier
Les fotos de Li van obtenir una atenció generalitzada a l'estranger el 2003, quan va treballar amb Robert Pledge, el director de Contact Press Images, a Nova York, per publicar "Red-Color News Soldier", amb un recull d'unes 300 fotos del total de 30.000 que Li havia enviat a l'editor.
Gairebé immediatament, els editors de la Xina van començar a posar-se en contacte amb ell, que s'havia traslladat a Nova York per estar més a prop dels seus fills. Sabent que les fotografies tenien una escassa possibilitat de rebre aprovació dels censors oficials de la Xina, Li i els seus editors a la Xina van plantejar una versió del llibre en llengua xinesa que enterraria les fotos contencioses en un mar de text. Però els censors van rebutjar el llibre gairebé acabat sense cap explicació.
Li va comentar: "El món sencer sap què va passar durant la Revolució Cultural", només la Xina no ho sap, tanta gent no en té ni idea ”.
El 2017 es va obrir un nou museu dedicat a la vida i la fotografia de Li a una petita ciutat de la província de Sichuan. Va formar part d'un cúmul de museus d'història privada obert per Fan Jianchuan, un promotor d'immobles i amic de la història i activista contra del sistema de censura de la Xina.
Tot i que les seves fotos no es poden publicar a la Xina, Li va donar conferències sobre la Revolució Cultural en diverses universitats xineses, incloses la Universitat de Tsinghua i la Universitat de Pequín.

### Exposició a Barcelona
El CaixaForum Barcelona va organitzar una exposició de Li Zhensheng, comissariada per Robert Pledge, director de Contact Press Images, i Gabriel Bauret, editor i comissari independent (desembre de 2004 - febrer de 2005).